# Vojtěch Jarník
Vojtěch Jarník (Praga, 22 dicembre 1897 – Praga, 22 settembre 1970) è stato un matematico ceco.
Fu professore e amministratore presso l'Università Carolina e contribuì a fondare l'Accademia cecoslovacca delle scienze.
Si è occupato di teoria dei numeri, analisi matematica e algoritmi dei grafi. È stato definito "probabilmente il primo matematico cecoslovacco i cui lavori scientifici hanno ricevuto un'ampia e duratura risposta internazionale". Oltre a sviluppare l'algoritmo di Jarník, ha trovato limiti stretti sul numero di punti del reticolo su curve convesse, ha studiato la relazione tra la dimensione di Hausdorff degli insiemi di numeri reali e quanto bene possono essere approssimati da numeri razionali e ha studiato le proprietà del funzioni non-differenziabili.

## Istruzione e carriera
Era figlio di Jan Urban Jarník, professore di filologia delle lingue romanze alla Università Carolina. Suo fratello maggiore Hertvík divenne professore di linguistica. Non avendo studiato il latino al ginnasio, dovette sostenere un esame come studente straordinario pe essere ammesso all'università.
Studiò matematica e fisica all'Università Carolina dal 1915 al 1919, con Karel Petr come mentore. Dopo aver completato gli studi divenne assistente di Jan Vojtěch all'Università di Tecnologia di Brno, dove peraltro incontrò Mathias Lerch. Nel 1921 conseguì il dottorato con una dissertazione sulle funzioni di Bessel sotto la supervisione di Petr.
Pur mantenendo il suo incarico all'Università Carolina, studiò con Edmund Landau presso l'Università di Göttingen dal 1923 al 1925 e di nuovo dal 1927 al 1929. Al suo primo ritorno all'università ceca difese la sua abilitazione, e al ritorno dalla seconda visita gli fu assegnata una cattedra di matematica come professore straordinario. Fu promosso a professore ordinario nel 1935 e in seguito divenne decano delle scienze (1947-1948) e vicerettore (1950-1953). Si ritirò nel 1968.
Jarník supervisionò le dissertazioni di 16 studenti di dottorato, tra cui Miroslav Katětov, un maestro di scacchi che divenne rettore dell'Università carolina, Jaroslav Kurzweil, noto per l'integrale di Henstock-Kurzweil, e il matematico slovacco Tibor Šalát.
Morì il 22 settembre 1970.

## Contributi
Sebbene la dissertazione di Jarník del 1921, come alcune delle sue pubblicazioni successive, riguardasse l'analisi matematica, la sua principale area di lavoro era la teoria dei numeri. Ha studiato il problema del cerchio di Gauss e ha dimostrato una serie di risultati sull' approssimazione diofantea, sui problemi dei punti reticolari e sulla geometria dei numeri. Ha anche dato un contributo pionieristico, ma a lungo trascurato, all'ottimizzazione combinatoria.

### Teoria dei numeri

Una curva convessa attraverso 13 punti reticolari interi

Il problema del cerchio di Gauss richiede il numero di punti del reticolo intero racchiuso da un dato cerchio. Uno dei teoremi di Jarník del 1926, relativo a questo problema, è che ogni curva convessa di lunghezza L passa al massimo
{\displaystyle {\frac {3}{\sqrt[{3}]{2\pi }}}L^{2/3}+O(L^{1/3})}
punti del reticolo intero. L' {\displaystyle O} in questa formula è un'istanza della notazione O-grande. Né l'esponente di L né la costante principale di questo limite possono essere migliorati, poiché esistono curve convesse con tanti punti della griglia.
Un altro teorema di Jarník in quest'area mostra che, per ogni curva convessa chiusa nel piano con una lunghezza ben definita, la differenza assoluta tra l'area che racchiude e il numero di punti interi che racchiude è al massimo la sua lunghezza.
Jarník ha anche pubblicato diversi risultati riguardo l'approssimazione diofantea, lo studio dell'approssimazione di numeri reali con numeri razionali. Ha dimostrato tra il 1928-1929 che i numeri reali mal approssimabili (quelli con termini limitati nelle loro frazioni continue) hanno dimensione di Hausdorff uno. Questa è la stessa dimensione dell'insieme di tutti i numeri reali, il che suggerisce intuitivamente che l'insieme dei numeri scarsamente approssimabili è grande. Considerò anche i numeri x per i quali esistono infinite buone approssimazioni razionali p/q, con
{\displaystyle \left|x-{\frac {p}{q}}\right|<{\frac {1}{q^{k}}}}
per un dato esponente k > 2, e ha dimostrato nel 1929 che questi hanno la dimensione di Hausdorff più piccola 2/k. Il secondo di questi risultati è stato poi riscoperto da Bezicovič. Bezicovič ha usato metodi diversi da Jarník per dimostrarlo, e il risultato è diventato noto come teorema di Jarník-Bezicovič.

### Analisi matematica
Il lavoro di Jarník in analisi reale è stato innescato trovando, nelle opere inedite di Bernard Bolzano, una definizione di una funzione continua che non era da nessuna parte differenziabile. La scoperta di Bolzano del 1830 era anteriore alla pubblicazione del 1872 della funzione di Weierstrass, precedentemente considerata il primo esempio di tale funzione. Sulla base del suo studio sulla funzione di Bolzano, Jarník fu portato a un teorema più generale: se una funzione a valori reali di un intervallo chiuso non ha variazioni limitate in nessun sottointervallo, allora c'è un sottoinsieme denso del suo dominio su cui almeno uno dei suoi derivati di Dini è infinito. Ciò vale in particolare per le funzioni non differenziabili da nessuna parte, poiché devono avere variazioni illimitate in tutti gli intervalli. Successivamente, dopo aver appreso di un risultato di Stefan Banach e Stefan Mazurkiewicz che le funzioni generiche (cioè i membri di un insieme residuo di funzioni) non sono differenziabili, Jarník ha dimostrato che in quasi tutti i punti, tutti e quattro i derivati di Dini di tale funzione sono infiniti. Gran parte del suo lavoro successivo in quest'area riguardava l'estensione di questi risultati per approssimare le derivate.

### Ottimizzazione combinatoria

Animazione dell'algoritmo di Jarník per alberi di copertura di costo minimo

In informatica e in ottimizzazione combinatoria, Jarník è noto per un algoritmo per la costruzione di alberi di copertura minimi che ha pubblicato nel 1930, in risposta alla pubblicazione dell'algoritmo di Borůvka da parte di un altro matematico ceco, Otakar Borůvka. L'algoritmo di Jarník costruisce un albero da un singolo vertice iniziale di un dato grafo ponderato aggiungendo ripetutamente la connessione più economica a qualsiasi altro vertice, finché tutti i vertici non sono stati collegati. Lo stesso algoritmo è stato poi riscoperto alla fine degli anni '50 da Robert C. Prim e Edsger W. Dijkstra . È anche noto come algoritmo di Prim o algoritmo Prim–Dijkstra.
Ha anche pubblicato un secondo articolo correlato con Miloš Kössler nel 1934 sul problema dell'albero di Steiner euclideo. In questo problema, si deve nuovamente formare un albero che collega un dato insieme di punti, con i costi del bordo dati dalla distanza euclidea. Tuttavia, è possibile aggiungere punti aggiuntivi che non fanno parte dell'input per rendere più breve l'albero complessivo. Questo articolo è il primo serio trattamento del problema generale degli alberi di Steiner (sebbene appaia prima in una lettera di Gauss) e contiene già "virtualmente tutte le proprietà generali degli alberi di Steiner" successivamente attribuite ad altri ricercatori.

## Riconoscimento ed eredità
Jarník fece parte dell'Accademia ceca delle scienze e delle arti, dal 1934 come membro straordinario e dal 1946 come membro regolare. Nel 1952 divenne uno dei membri fondatori dell'Accademia cecoslovacca delle scienze. Fu inoltre insignito del Premio di Stato Cecoslovacco nel 1952.

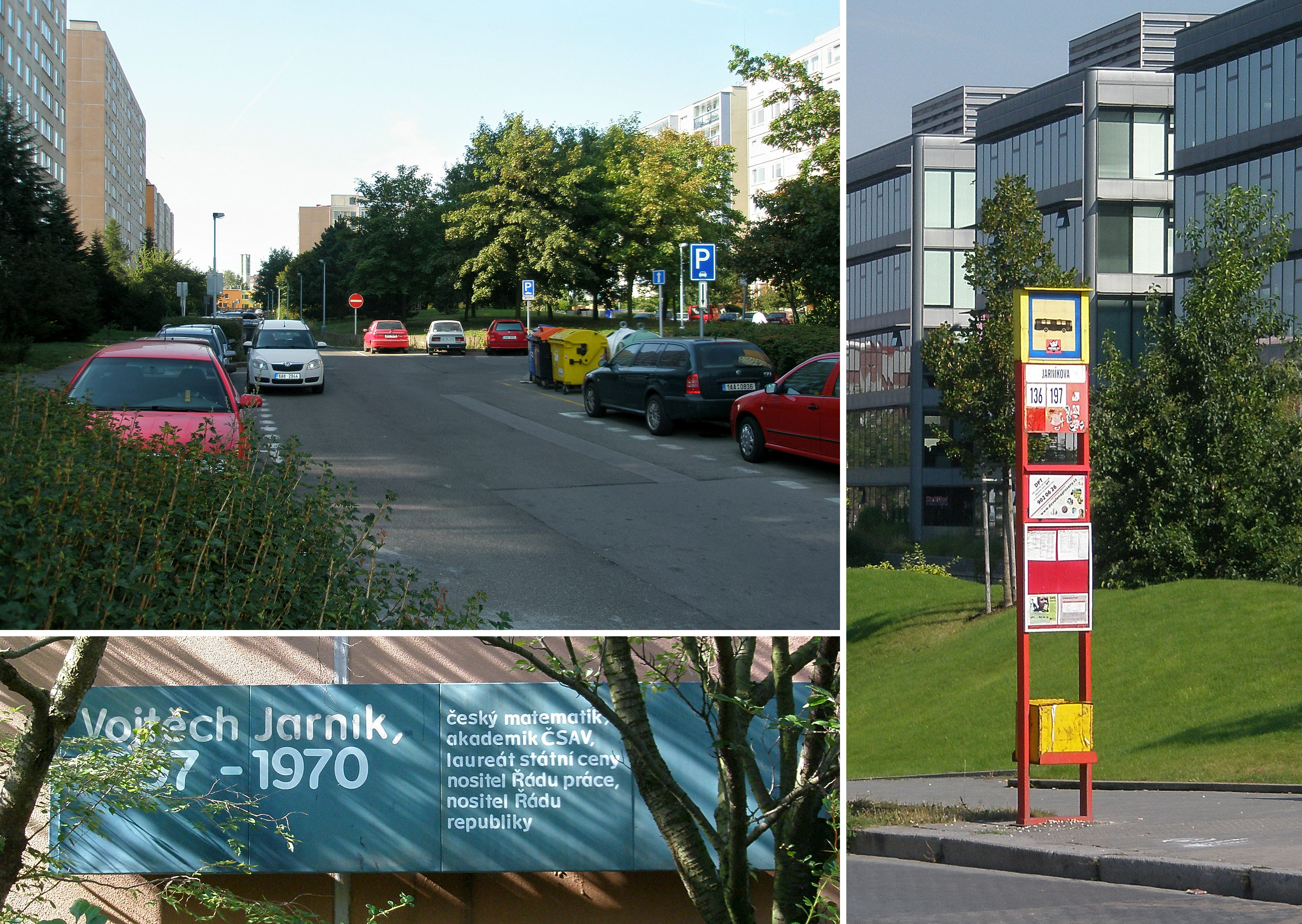
Via Jarníkova, la fermata dell'autobus Jarníkova e un cartello commemorativo in onore di Jarník

Il Concorso Matematico Internazionale Vojtěch Jarník, che si tiene ogni anno dal 1991 a Ostrava, è chiamato così in suo onore, come la via Jarníkova nel quartiere Chodov di Praga. Una serie di francobolli pubblicati dalla Cecoslovacchia nel 1987 per onorare il 125º anniversario dell'Unione dei matematici e fisici cecoslovacchi includeva un francobollo raffigurante Jarník insieme a Joseph Petzval e Vincent Strouhal.
Una conferenza si è tenuta a Praga, nel marzo 1998, per onorare il centenario della sua nascita.

## Pubblicazioni selezionate
Jarník ha pubblicato 90 articoli in matematica; inoltre è stato anche autore di dieci libri di testo in ceco, sul calcolo integrale, sulle equazioni differenziali e sull'analisi matematica. Questi libri "sono diventati classici per diverse generazioni di studenti".